# The Lancet
The Lancet – recenzowane naukowe czasopismo medyczne, jedno z najdłużej wydawanych tego typu czasopism na świecie. The Lancet jest tygodnikiem, wydawcą jest Elsevier, część grupy Reed Elsevier.
Czasopismo zaczął wydawać w 1823 Thomas Wakley. Od 1995 redaktorem naczelnym pisma jest Richard Horton.